# Soldier's Girl
Soldier's Girl (La novia de un soldado en algunos países de habla hispana), es una película para la televisión estadounidense-canadiense estrenada en 2003. Fue dirigida por Frank Pierson y estelarizada por Troy Garity y Lee Pace. Está basada en la vida del soldado estadounidense Barry Winchell, asesinado en 1999 como consecuencia de su relación con la actriz y activista transgénero Calpernia Addams.

## Argumento
Barry Winchell (Troy Garity), es un soldado raso de la 101 División Aerotransportada del Ejército de los Estados Unidos, estacionado en Fort Campbell, Kentucky. Por otro lado, Calpernia Addams (Lee Pace), es una chica transgénero que trabaja como corista en un club de variedades de transformistas en Nashville, Tennessee.  Una noche, el compañero de habitación de Barry, Justin Fisher (Shawn Hatosy), lleva a Barry y a otros amigos al club donde actúa Calpernia. Justin tiene problemas con el alcohol, además de manifestar diversos trastornos mentales derivados del consumo deliberado de psicotrópicos. Barry y los demás quedan maravillados al ver una presentación de Calpernia. Cuando esta se acerca a saludarles a su mesa, Justin presiona a Barry para que averigüe "si es una mujer de verdad". Justin termina provocando una trifulca que resulta con Barry lesionado. Calpernia lleva a Barry a su camerino para curarle y agradecerle y ambos terminan sintiendo una mutua atracción. Antes de partir del club, Barry ve a Justin besarse con una chica trans del espectáculo. Justin le hace prometer a Barry que guardará el secreto. Barry y Calpernia comienzan a salir. Ella se siente fascinada de que el no muestre rechazo alguno a su condición de mujer transgénero, e incluso terniman sosteniendo relaciones sexuales. Justin, por celos, participa en la difusión de rumores sobre la supuesta aventura de Barry con una mujer trasngénero, que parece ser una violación de la política militar de Don't ask, don't tell (No preguntes, no digas) que prohíbe la discusión sobre la orientación sexual del personal militar. Barry enfrenta un creciente acoso y presión de parte de autoridades y compañeros del ejército. Calpernia se prepara para competir en un concurso de belleza travesti, mismo que se llevará a cabo en le marco de las festividades del 4 de julio. Barry se lamenta de no poder acompañarle por sus compromisos en el cuartel. Esa misma noche, la violencia estalla después de que Barry sostiene una pelea con Calvin Glover (Phillip Eddolls), uno de sus compañeros del cuartel, mismo que es manipulado por Justin Fisher. Barry es golpeado brutalemente hasta morir mientras duerme por Glover con un bate de béisbol que Fisher le dio. La película termina con una discusión sobre las secuelas.

## Reparto
- Troy Garity - Barry Winchell
- Lee Pace - Calpernia Addams
- Andre Braugher- Carlos Díaz
- Shawn Hatosy - Justin Fisher
- Phillip Eddolls - Calvin Glover
- Merwin Mondesir - Henry Millens

## Comentarios
La película fue nominada a tres premios Emmy. Troy Garity y y Lee Pace fueron nominados para el Globo de Oro en las categorías de Mejor actor para una miniserie o película para la televisión y Mejor actor secundario para una miniserie o película para la televisión respectivamente. Lee pace fue galardonado como Mejor actor revelación en los Premios Gotham.